# Pustinja Camaldoli
Pustinja Camaldoli (tal. Complesso dell'Eremo dei Camaldoli) je pustinja u Napulju, Kampaniji, južna Italija; također poznata na talijanskom kao Eremo Santissimo Salvatore Camaldoli. Izvorno zamišljen kao pravi pustinjački dom, mjesto za vjersku osamu za muškarce askete, kompleks služi redovnicama Brigidinkama od 1998. godine. Kompleks se nalazi na adresi Via dell'Eremo 87, na nadmorskoj visini od 458 metara, najvišoj točki u Napulju.

## Povijest
Utemeljeno na zahtjev Giovannija D'Avalosa, sina Alfonsa d'Avalosa, markize del Vasto, samotište je 1585. sagradila kamaldolska kongregacija Monte Corona na ruševinama drevne kapele, koju je utemeljio San Gaudioso 439. godine. Dana 23. studenog 1662. papa Aleksandar VII. uzdigao je Ermitaž u novicijat. U svibnju 1771. papa Klement XIV. ga je spojio s tri druga samostana.
Tijekom svog postojanja, samostan je bio dva puta ugušen; prvi put za vrijeme Napoleona 1807. S početkom napuljskog takozvanog francuskog desetljeća, samostanu i crkvi je oduzeta sva imovina, a redovnici protjerani iz samostana. Godine 1820. Ferdinand I., kralj dviju Sicilija, naredio je da se pustinjaci mogu vratiti.
Godine 1866., zbog zakona o suzbijanju koje je izdala unitarna vlada Savoje, Kamaldolcima je ponovno oduzeta sva imovina i ponovno protjerani. Tamo su se definitivno vratili 1885. uz pomoć kardinala Guglielma Sanfelice d'Acquavilla, koji se zauzeo u njihovu korist i dopustio povrat onoga što je redovnicima bilo oduzeto. Godine 1885. kompleks je ponovno dodijeljen i povjeren benediktinki Camaldolesis.
Do kasnih 1990-ih, zbog drastičnog smanjenja broja zvanja, ostala su samo dva redovnika. Od 1998. godine, nakon renoviranja i renoviranja, pustinja je služila redovnicama Brigidinkama iz reda Santissimo Salvatore od Santa Brigide.

## Arhitektura i umjetnost
Zamjenjujući drevnu crkvu koja se nalazila na tom mjestu, novi kompleks je dizajnirao Domenico Fontana, odražavajući arhitekturu iz šesnaestog stoljeća kasne renesanse Kampanije.
Samostanski kompleks uključuje glavnu crkvu sa zvonikom, veliku glavnu gostinjsku kuću sa sobama za goste s pogledom na široku panoramu s Vezuva, Caprija i Ischie; 16 samostanskih ćelija, svaka s kupaonicom, grijanjem i telefonom; dva refektorija; soba za sastanke i čitanje; knjižnica; konferencijska soba: — sve okruženo kultiviranim vrtovima. Na imanju se nalaze brojni tornjevi za mobitele i satelitske antene, što priliči njegovom položaju na najvišoj točki u Napulju.
Veliki oltar crkve djelo je Cosima Fanzaga, a brojne značajne slike i freske uključuju one Francesca Francanzana; Angelo Mozzillo; Luca Giordano (Bezgrješno začeće, Preobraženje i sveta obitelj pred križem); Giovanni Bernardino Azzolini (Čudo sv. Bernardina); Federico Barocci; Antiveduto Gramatica i Massimo Stanzione (Posljednja večera); Luigi Rodriguez, Fabrizio Santafede; Cesare Fracanzano i Ippolito Borghese.

## Vanjske poveznice
|  | Zajednički poslužitelj ima još gradiva o temi Pustinja Camaldoli |